# Amphiascoides limicolus
Amphiascoides limicolus är en kräftdjursart som först beskrevs av Brady 1900.  Amphiascoides limicolus ingår i släktet Amphiascoides och familjen Diosaccidae. Inga underarter finns listade i Catalogue of Life.